# Gran danès
El gran danès és una raça canina originària d'Alemanya i considerat com l'«Apol·lo dels gossos». Caçador per naturalesa, va ser emprat en els temps medievals en les caceres de les feres grans, incloent els perillosos senglars, llops i fins a ossos. La seva elegància també li va reservar un digne lloc als peus dels reis i altres monarques en l'Europa medieval.

## Origen
De la mateixa manera que passa amb moltes altres races de gossos, l'origen del gran danès no és del tot clar, ja que no hi ha una documentació formal que pugui especificar definitivament i amb certesa els seus orígens i el seu desenvolupament. La confusió amb el seu nom, que dona lloc a equívocs respecte al seu lloc d'origen, també hi ha ajudat. El comte de Buffon, naturalista francès del segle xvii anomenà a la raça Grand Danois creient, possiblement de forma errònia, que era originària de Dinamarca.
Tanmateix en l'origen de la raça intervingueren diferents races i tipologies de gossos d'orígens diversos i se'n consideren avantpassats, l'antic Bullenbeisser, un potent mastí anglès i els Hatz und Saurüden (gossos de cacera del senglar), una mena de llebrers àgils i ràpids. El terme "Dogge" feia referència a gossos grans i forts que no pertanyien necessàriament a una raça en particular. Més tard foren usats noms especials com Ulmer Dogge, dogo anglès, dogo danès, Hatzrüde, Saupacker i gran dogo a diferents tipus racials d'acord amb el color del pelatge i a la seva mida.
L'any 1878 una comissió de set membres, criadors i jutges, es reuniren a Berlín i van prendre la decisió d'agrupar totes les anteriors varietats dins un concepte de gos modern, el Deutsche Dogge. Així l'any 1880, en una exposició també a Berlín, es va establir el primer estàndard racial pel dogo alemany, controlat pel Deutscher Doggen-Club 1888 e.V i actualitzat en diverses ocasions. La versió actual correspon a la FCI (Federació Cinològica Internacional), que el classifica en el grup II, secció de molossoides.
El terme alà alemany, s'usa oficialment per primera vegada a Itàlia el 1920, doncs es pensa que probablement els ancestres del modern gran danès eren els primitius gossos que durant el segle iv els alans van introduir a Europa.

## Característiques
- Proporcions generals: Aquest és un gos gegant. La seva constitució és forta i musculosa, no és ni lleugera ni doble. La forma dels mascles és quadrada; és tan alt com llarg. A les femelles se'ls permet ser lleugerament més llargues que altes. La distància de la creu als muscles és igual que dels muscles al sòl.

- Cap: El cap té una forma rectangular. El cap és de la mateixa grandària fins al centre del stop que des d'aquest punt fins a la punta del nas.

- Stop: El stop, part frontal del cap sota el front, és pronunciat.

- Musell i boca: El musell és gran i quadrat. En els mascles més massiu que en les femelles. La mossegada és de tisora, on al tancar la boca les dents de baix descansen en la part interior dels de dalt.

- Nas: Gran. Negra; en el gran danès blau és negra blavosa; en l'arlequí es permet rosada amb taques negres.

- Ulls: Els ulls són de grandària proporcionalment mitjana. De color fosc. En els arlequins són ulls més clars.

- Orelles: Altes en el cap. Poden ser tallades o naturals. En Gran Bretanya no se'ls tallen. Quan són tallades les manté parades, usualment el tall és ben llarg. Quan no són tallades en la base són lleugerament aixecades, caient als costats del cap.

- Coll: Llarg, muscular, ferm.

- Pèl: Curt amb certa lluentor.

- Color del pèl: Atigrat, lleonat, negre o blau amb marques blanques o arlequí o sense, blanc amb pintes negres grans i irregulars.

- Extremitats davanteres: Les potes davanteres són rectes, de bona musculatura.

- Extremitats del darrere: Les potes del darrere són fortes, bé arquetjades, descansen enrere del cos.

- Cua: Ampla en la base, el gruix disminueix cap a la punta. La cua arriba fins als corvejones. Pot ser mitja corbada cap enrere.

- Altura: A la creu o els muscles: Els mascles no menys de 80 cm. Les femelles no menys de 72 cm. Es documenta un gegant entre els gegants que va amidar 105.4 cm i pesava 108 kg.[2]

- Pes: El pes dels mascles és de 64 a 80 Kg. Les femelles de 50 a 64 Kg.

## Temperament i caràcter
- Qualitats positives:

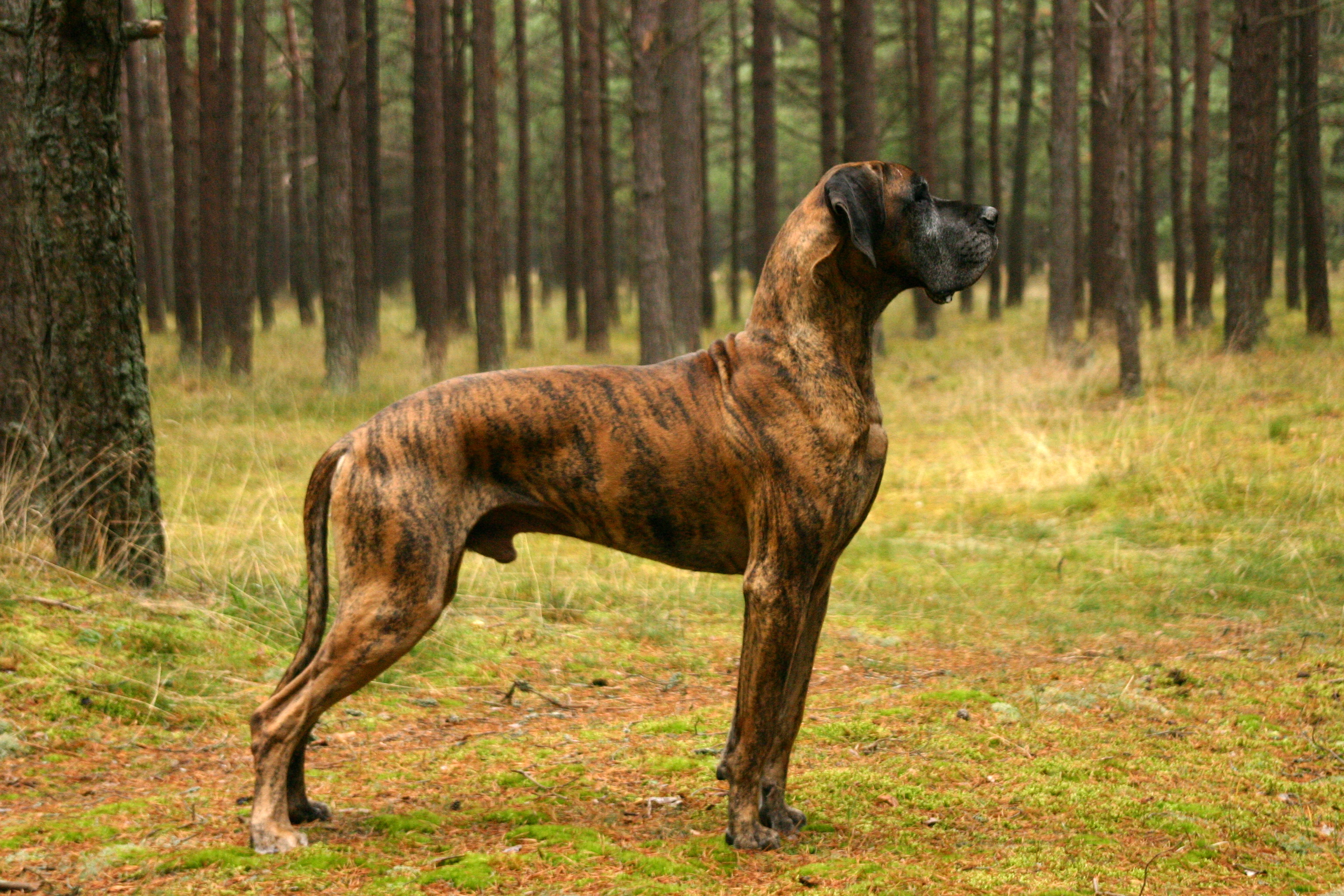
Gran Danès, de color atigrat

  - Molt bo amb els nens, però no s'han de permetre abusos infantils.
  - Molt bo amb altres animals de companyia.
  - Fàcil d'ensinistrar.

- Qualitats negatives:
  - És un gos molt gros. Necessita espai, es recomanable que disposi del seu espai propi. No es recomanable per pisos petits, ja que per la seva mida pot topar amb mobles o coses de la casa, per això es important que disposi del seu espai propi.
  - Quan vol ser afectuós amb el seu amo, el pot acabar tombant.
  - El menjar per a aquests gossos pot ser car per la quantitat que menja.

## Salut
Igual que moltes altres races, el Gran Danès es veu afectat per una varietat de problemes potencials de salut.
- Displàsia de maluc canina.
- Hipotiroïdisme. Pot causar una varietat de problemes mèdics, i se li ha relacionat a problemes auto-immunes. Es diagnostica mitjançant una anàlisi de sang.
- Malaltia de Von Willebrand. És una malaltia que causa sagnat (similar a l'hemofília en els humans), i es diagnostica mitjançant anàlisi de sang.
- Problemes oculars
- Problemes cardiológics hereditaris
- Torsió d'estómac.

## Cures
El gran danès és un gos de poc manteniment en el que al seu pèl es refereix. En èpoques de muda, pot ser necessari un raspallat en forma més freqüent, una o dues vegades a la setmana.
Un gran danès no requereix gran quantitat d'exercici. Una llarga caminada diària ho satisfà. Clar que si ho desitges, el gran danès podria participar d'activitats més demandants físicament, com competències d'obediència, agiliti, etc. No és convenient sotmetre a un cadell de gran danès a excessos d'exercici, perquè estaríem forçant els seus lligaments i articulacions encara no desenvolupats, que han de suportar el gran pes del seu cos en creixement. Com tot gos de raça gran i pit profund, és important evitar els exercicis almenys una hora abans i una hora després d'alimentar-se, així com menjar més vegades al dia en porcions més petites, per a evitar la torsió gàstrica, un problema potencialment mortal.

## Esperança de vida
Usualment de 8 a 10 anys.